# Kokonoe Yume
Il Kokonoe Yume (九重夢?) è un ponte pedonale sospeso nella città di Kokonoe, nella prefettura di Ōita. È il ponte pedonale più alto del Giappone e, secondo il Guinnes dei primati, il ponte pedonale sospeso più lungo al mondo.

## Descrizione

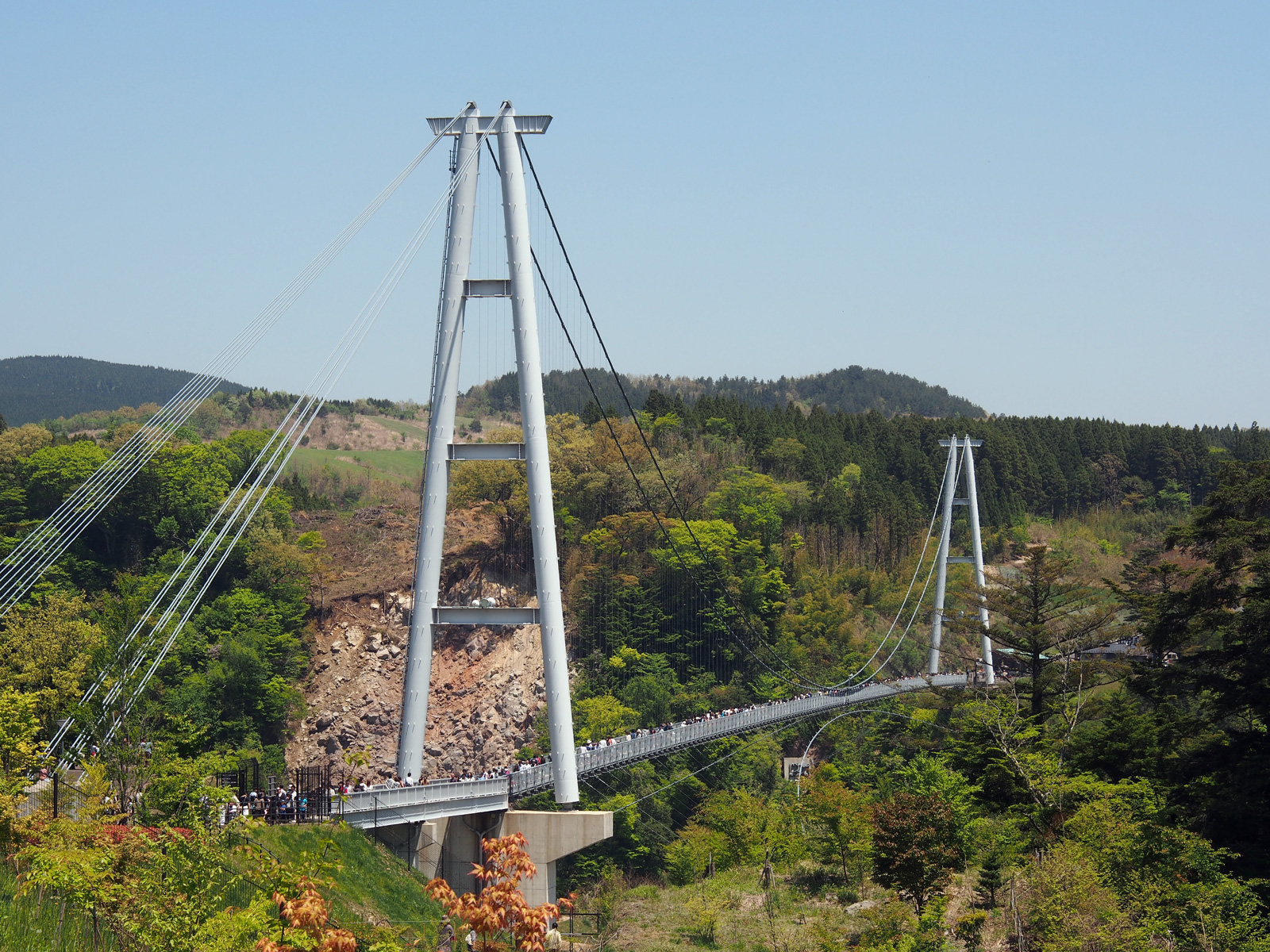
Veduta del ponte

Inaugurato il 30 ottobre 2006, il ponte ha un'altezza di 173 m (dalla superficie dell'acqua) e una lunghezza di 390 m, e, al momento dell'inaugurazione, era il ponte pedonale più lungo e più alto del Giappone; nel 2015, dopo la costruzione del Grande ponte sospeso Mishima (400 m) ha perso il primato per il ponte sospeso più lungo dello stato. È largo 1,5 m ed è progettato per sopportare il carico di 1 800 adulti. Al centro del ponte è presente una grata che permette di vedere il fiume Naruko sottostante.
Dal ponte si può vedere la cascata Shindo, considerata tra le 100 più belle cascate del Giappone.
Grazie all'apertura nel periodo autunnale, durante la quale si può ammirare il fogliame autunnale della valle del fiume Naruko, il ponte ha superato i 100 000 visitatori 9 giorni dopo l'apertura e i 300 000 visitatori dopo 24 giorni, il 22 novembre. Il 28 dicembre sono stati raggiunti i 500 000 visitatori e il 10 aprile 2007 si è tenuta una cerimonia in occasione del milione di visitatori. La popolarità del ponte ha fatto sì che, a fronte dei 2 miliardi di Yen necessari alla costruzione del progetto, 730 milioni sono stati ripagati con otto anni di anticipo.

## Storia
Nel 1993 la proposta di costruzione di un ponte sul fiume Naruko venne inclusa nel piano di promozione turistica della città di Kokonoe. Il nome Yuma (夢?, "sogno") deriva dal fatto che nel 1956 Matao Matsu, una commerciante della città, propose la costruzione di un ponte sul fiume durante una riunione dell'associazione dei commercianti per discutere su come aumentare il numero di turisti.
Dall'ottobre 2007, parte dei proventi del ponte sono stati utilizzati per ampliare i sussidi sanitari locali ai ragazzi fino ai 14 anni (nel resto del Giappone, i sussidi vengono solitamente erogati esclusivamente ai bambini in età prescolare).
Il 17 settembre 2008 è stato messo sul mercato il "Kuju Yume Burger", nato da uno sforzo congiunto tra il governo di Kokonoe e la Camera di commercio. L'hamburger è ispirato agli hamburger Sasebo, un piatto tipico della vicina città di Sasebo. Per promuovere il panino, la città ha creato la mascotte "Yume Burger-kun" e ha permesso la vendita a soli 6 negozi certificati.
L'11 ottobre 2008 è stata completata e aperta la strada prefettizia n. 40 Iida Kogen Nakamura Line Bypass (936 metri), per permettere ai turisti di raggiungere il ponte con facilità, evitando la vecchia strada prefettizia, troppo stretta per il passaggio di due automobili affiancate.

### Visitatori
- 30 ottobre 2006: apertura[5][6]
- 10 aprile 2007: 1 milione di visitatori (163 giorni dopo l'apertura)[6]
- 16 settembre 2007: 2 milioni (322 giorni dopo l'apertura).[6] Questo traguardo superò le stime del governo locale, che avevano previsto circa 300 000 visitatori annuali.[15]
- 15 ottobre 2009: 5 milioni[6]
- 1 marzo 2017: 10 milioni[6]